# Dietmar Jentsch
Dietmar Jentsch (ur. 10 marca 1960) – niemiecki lekkoatleta, wieloboista. W czasie swojej kariery reprezentował Niemiecką Republikę Demokratyczną.
Największy sukces na arenie międzynarodowej odniósł w 1979 r. w Bydgoszczy, zdobywając srebrny medal mistrzostw Europy juniorów w dziesięcioboju, z wynikiem 7718 punktów (za Siegfriedem Wentzem). W 1980 r. zdobył tytuł mistrza NRD w dziesięcioboju, z wynikiem 7846 punktów.